# Medial Tower
Medial Tower (nazywany także HaMigdal HaTichon) – biurowiec w osiedlu Ha-Kirja we wschodniej części miasta Tel Awiw, w Izraelu.

## Historia
Biurowiec wybudowano w 2004 w Południowej Strefie Biznesowej HaKirja.

## Dane techniczne
Budynek ma 23 kondygnacje i wysokość 89 metrów.
Wieżowiec wybudowano w stylu modernistycznym. Wzniesiono go z betonu. Elewacja jest wykonana z granitu, szkła i paneli aluminiowych w kolorach białym, szarym i granatowym.
Biurowiec jest wykorzystywany jako nowoczesny biurowiec, w którym swoje siedziby mają firmy handlowe i biznesowe. W podziemiach umieszczono parking.